# Кузнецов, Николай Алексеевич (спортсмен)
Никола́й Алексе́евич Кузнецо́в (25 апреля 1931 — 30 августа 1995) — советский ватерполист, бронзовый призёр Олимпийских игр. Мастер спорта СССР (1956). Заслуженный мастер спорта СССР (1964).

## Карьера
Выступал за ККФ (Баку). На Олимпийских играх 1964 года в составе сборной СССР выиграл бронзовую медаль. На турнире Кузнецов провёл 6 матчей и забил 1 гол.